# Симметрия в математике

Корневая система особой группы Ли E_{8}. Группа Ли имеет большое число симметрий.

Симметрия встречается не только в геометрии, но и в других областях математики. Симметрия является видом инвариантности, свойством неизменности при некоторых преобразованиях.
Пусть задан структурированный объект X некоторого вида, симметрия — это отображение объекта в себя, сохраняющее структуру объекта. Симметрия встречается в разных видах. Например, если X — множество с дополнительной структурой, симметрия — это биективное отображение множества на себя, дающее начало группам перестановок. Если объект X — множество точек на плоскости с её метрической структурой или любое другое метрическое пространство, симметрия — это биекция множества на себя, сохраняющая расстояние между любой парой точек (изометрия).
В общем случае любая структура в математике будет иметь свой собственный тип симметрии и многие из них приведены в этой статье.

## Симметрия в геометрии
Симметрии элементарной геометрии (такие как отражение и поворот) описаны в основной статье о симметрии.

### Абстрактная симметрия

#### Точка зрения Клейна
С каждым видом геометрии Феликс Клейн связывал лежащую в основе групп симметрии. Иерархия геометрий тогда представляется иерархией этих групп и иерархией их инвариантов. Например, длины, углы и площади сохраняются в евклидовой группе симметрий, в то время как только структура инцидентности и двойное отношение сохраняется в более общих проективных преобразованиях. Понятие параллельности, которое сохраняется в аффинной геометрии, не имеет смысла в проективной геометрии. Таким образом, отделяя группы симметрий от геометрий, связи между симметриями можно установить на уровне групп. Поскольку группа аффинной геометрии является подгруппой проективной геометрии, любое понятие инварианта в проективной геометрии априори имеет смысл в аффинной геометрии, что неверно в обратном направлении. Если добавить требуемые симметрии, получите более сильную теорию, но меньше понятий и теорем (которые будут глубже и более общими).

#### Точка зрения Тёрстона
Уильям Тёрстон ввёл похожую версию симметрий в геометрии. Модель геометрии — это односвязное гладкое многообразие X вместе с транзитивной операцией группы Ли G на X с компактными стабилизаторами. Группу Ли можно рассматривать как группу симметрий геометрии.
Модель геометрии называется максимальной, если G максимальна среди групп, действующих гладко и транзитивно на X с компактными стабилизаторами, то есть, если она является максимальной группой симметрий. Иногда это определение включают в определение модели геометрии.
Геометрическая структура на многообразии M — это дифференцируемый морфизм из M в X/Γ для некоторой модели геометрии X, где Γ — это дискретная подгруппа G, действующая свободно на X. Если данное многообразие допускает геометрическую структуру, то оно допускает структуру, модель которой максимальна.
Трёхмерная модель геометрии X относится к теореме геометризации, если она максимальна и если существует по меньшей мере одно многообразие с геометрической структурой на X. Тёрстон классифицировал 8 моделей геометрий, удовлетворяющих этим условиям. Эти симметрии называются иногда геометриями Тёрстона. (Существует также бесконечно много моделей геометрий компактных стабилизаторов.)

## Симметрии графиков функций

### Чётные и нечётные функции

#### Чётные функции

ƒ(x) = x^{2} является примером чётной функции.

Пусть f(x) — функция вещественной переменной с вещественными значениями. f является чётной, если в области определения f
{\displaystyle f(x)=f(-x)}
Говоря геометрически, график чётной функции симметричен относительно оси y, что означает, что он не изменится при отражении относительно оси y.
Примерами чётных функций могут служить |x|, x2, x4, cos(x) и cosh(x).

#### Нечётные функции

ƒ(x) = x^{3} является примером нечётной функции.

Снова пусть f(x) — функция вещественной переменной с вещественными значениями. f является нечётной, если в области определения f
{\displaystyle -f(x)=f(-x)\,,}
или
{\displaystyle f(x)+f(-x)=0\,.}
Геометрически граф нечётной функции имеет симметрию вращения относительно начала координат, в том смысле, что график функции не изменится, если его повернуть на 180 градусов относительно начала координат.
Нечётными функциями являются x, x3, sin(x), sinh(x) и erf(x).

### Интегралы
Интеграл нечётной функции от −A до +A равен нулю (где A конечно и функция не имеет вертикальных асимптот между −A и A).
Интеграл чётной функции от −A до +A равен удвоенному интегралу от 0 до +A (где A конечно и функция не имеет вертикальных асимптот между −A и A. Это верно и для бесконечого A, но только в том случае, когда интеграл сходится).

### Ряды
- Ряд Маклорена чётной функции содержит только чётные степени.
- Ряд Маклорена нечётной функции содержит только нечётные степени.
- Ряд Фурье периодической чётной функции содержит только косинусы.
- Ряды Фурье периодической нечётной функции содержит синусы.

## Симметрия в линейной алгебре

### Симметрия матриц
В линейной алгебре симметричная матрица — это квадратная матрица, которая не меняется при транспонировании. Формально матрица A симметрична, если
{\displaystyle A=A^{\top }}
и, по определению равенства матриц, размеры матриц должны совпадать, так что только квадратная матрица может быть симметричной.
Элементы симметричной матрицы симметричны относительно главной диагонали. Таким образом, если элементы матрицы равны A = (aij), то aij = aji для всех индексов i и j.
Следующая матрица 3×3 симметрична:
{\displaystyle {\begin{bmatrix}1&7&3\\7&4&-5\\3&-5&6\end{bmatrix}}.}
Любая квадратная диагональная матрица симметрична, поскольку все её недиагональные элементы равны нулю. Все диагональные элементы кососимметричной матрицы должны быть нулевыми, поскольку должны равняться своему отрицательному значению.
В линейной алгебре вещественная симметричная матрица представляет самосопряжённый оператор над вещественным унитарным пространством. Соответствующий объект для комплексного унитарного пространства — Эрмитова матрица с комплексными элементами, которая равна своей Эрмитово-сопряжённой матрице. Таким образом, в линейной алгебре над комплексными числами часто под симметричной матрицей подразумевается матрица с вещественными элементами. Симметричные матрицы появляются естественным образом в различных приложениях и, как правило, пакеты линейной алгебры для них имеют выделенные процедуры.

## Симметрия в абстрактной алгебре

### Симметрические группы
Симметрическая группа Sn на конечном множестве из n символов — это группа, элементами которой являются перестановки n символов и операция в этой группе — композиция таких перестановок. Эти операции трактуются как биективные функции множества символов на себя.. Из того, что существует n! (n факториал) возможных перестановок множества из n символов, следует, что порядок группы (число элементов) симметрической группы Sn равен n!.

### Симметрические многочлены
Симметрический многочлен — многочлен P(X1, X2, ..., Xn) от n переменных, не меняющийся при перестановке его переменных. Формально P — симметрический многочлен, если для любой перестановки σ индексов 1, 2, ..., n имеем P(Xσ(1), Xσ(2), ..., Xσ(n)) = P(X1, X2, ..., Xn).
Симметрические многочлены появляются естественным образом при изучении связи корней многочлена одной переменной и его коэффициентов, поскольку коэффициенты можно выразить через полиномы от корней, и все корни в этих выражениях играют одинаковую роль. С этой точки зрения основные симметрические многочлены являются наиболее фундаментальными симметрическими многочленами. Фундаментальная теорема о симметрических многочленах утверждает, что любой симметрический многочлен может быть выражен через основные симметрические многочлены, из чего следует, что любое симметричное полиномиальное выражение над корнями нормированного многочлена можно представить как полиномиальное выражение над коэффициентами многочлена.

#### Примеры
Для двух переменных X1, X2 симметрическими многочленами будут
- {\displaystyle X_{1}^{3}+X_{2}^{3}-7}
- {\displaystyle 4X_{1}^{2}X_{2}^{2}+X_{1}^{3}X_{2}+X_{1}X_{2}^{3}+(X_{1}+X_{2})^{4}}

Для трёх переменных X1, X2, X3 симметрическим будет, например,
- {\displaystyle X_{1}X_{2}X_{3}-2X_{1}X_{2}-2X_{1}X_{3}-2X_{2}X_{3}}

### Симметричные тензоры
В математике симметричный тензор  — это тензор, не меняющийся при перестановке его аргументов:
{\displaystyle T(v_{1},v_{2},\dots ,v_{r})=T(v_{\sigma 1},v_{\sigma 2},\dots ,v_{\sigma r})}
для любой перестановки σ индексов {1,2,...,r}.
Можно также представить симметричный тензор с валентностью r как
{\displaystyle T_{i_{1}i_{2}\dots i_{r}}=T_{i_{\sigma 1}i_{\sigma 2}\dots i_{\sigma r}}.}
Пространство симметричных тензоров валентности r над конечномерным пространством естественно изоморфно двойственному пространству однородных многочленов степени r на V. Над полем с нулевой характеристикой градуированное векторное пространство всех симметричных тензоров можно естественным образом отождествить с симметрической алгеброй на V. Связанной концепцией является антисимметричный тензор или альтернированная форма. Симметричные тензоры часто встречаются в инженерном деле, физике и математике.

### Теория Галуа
Если задан многочлен, возможно, что некоторые корни связаны различными алгебраическими уравнениями. Например, может оказаться, что для двух корней, скажем, A и B, {\displaystyle A^{2}+5B^{3}=7}. Центральной идеей теории Галуа является факт, что при перестановке корней они продолжают удовлетворять всем этим уравнениям. Важно, что при этом мы ограничиваем себя алгебраическими уравнениями, коэффициенты которых являются рациональными числами. Таким образом, теория Галуа изучает симметрии, унаследованные от алгебраических уравнений.

### Автоморфизмы алгебраических объектов
В общей алгебре автоморфизм — это изоморфизм
математического объекта на себя. Таким образом, в некотором смысле он является симметрией объекта и способом отображеннием объекта на себя с сохранением внутренней структуры. Множество всех автоморфизмов объекта образует группу, называемую группой автоморфизмов. Она является, грубо говоря, группой симметрии объекта.

#### Примеры
- В теории множеств произвольная перестановка элементов множества X является автоморфизмом. Группа автоморфизмов X называется также симметрической группой на X.
- В элементарной арифметике[англ.] множество целых чисел Z, если рассматривать его как группу по сложению, имеет единственный нетривиальный автоморфизм — отрицательное значение числа. Если же рассматривать его как кольцо, оно будет иметь только тривиальный автоморфизм. Вообще говоря, отрицание является автоморфизмом любой абелевой группы, но не кольца или поля.
- Автоморфизм группы — это изоморфизм группы[англ.] группы на себя. Неформально, это перестановка элементов группы, при которой структура группы остаётся неизменной. Для любой группы G существует естественный гомоморфизм группы G → Aut(G), образ которого является группой Inn(G) внутреннего автоморфизма и ядро которого является центром G. Так, если G имеет тривиальный центр, она может быть вложена в свою собственную группу автоморфизмов[2].
- В линейной алгебре эндоморфизм векторного пространства V — это линейный оператор V → V. Автоморфизм — это обратимый линейный оператор на V. Если векторное пространство конечномерное, автоморфизм группы V — это то же самое, что полная линейная группа, GL(V).
- Автоморфизм поля — это биективный гомоморфизм[англ.] поля на себя. В случае рациональных чисел (Q) и вещественных чисел (R) не существует нетривиальных автоморфизмов полей. Некоторые подполя R имеют нетривиальные автоморфизмы, которые, однако, нельзя распространить на всё поле R (поскольку они не сохраняют свойство числа иметь квадратный корень в R). В случае комплексных чисел C существует единственный нетривиальный автоморфизм, переводящий R в R — сопряжение числа, но также имеется бесконечно много (несчётно) «диких» автоморфизмов (если принимается аксиома выбора).[3] Автоморфизмы полей играют важную роль в теории расширения полей, в частности расширений Галуа. В случае расширений Галуа L/K подгруппа всех автоморфизмов L, сохраняющая K поточечно, называется группой Галуа расширения.

## Симметрия в теории представлений

### Симметрия в квантовой механике: бозоны и фермионы
В квантовой механике бозоны имеют представления, симметричные относительно перестановки операторов, а фермионы имеют антисимметричные представления.
Из этого следует принцип исключения Паули для фермионов. Фактически принцип исключения Паули с однозначной волновой функцией многих частиц эквивалентен требованию антисимметричности волновой функции. Антисимметрия состояния двух частиц представляется как сумма состояний, в котором одна частица находится в состоянии {\displaystyle \scriptstyle |x\rangle }, а другая — в состоянии {\displaystyle \scriptstyle |y\rangle }:
{\displaystyle |\psi \rangle =\sum _{x,y}A(x,y)|x,y\rangle }
и антисимметрия при обмене переменных означает, что A(x,y) = −A(y,x). Из этого следует, что A(x,x) = 0, что является исключением Паули. Утверждение остаётся верным в любом базисе, поскольку единичные изменения базиса сохраняют антисимметричные матрицы антисимметричными, хотя и, строго говоря, величина A(x,y) не является матрицей, а является антисимметричным тензором второго порядка.
Обратно, если диагональные элементы A(x,x) нулевые в любом базисе, то составляющая волновой функции
{\displaystyle A(x,y)=\langle \psi |x,y\rangle =\langle \psi |(|x\rangle \otimes |y\rangle )}
обязательно антисимметрична. Чтобы это проверить, рассмотрим элемент матрицы
{\displaystyle \langle \psi |((|x\rangle +|y\rangle )\otimes (|x\rangle +|y\rangle ))}
Он равен нулю, поскольку две частицы имеют нулевую вероятность одновременно оказаться в состоянии {\displaystyle \scriptstyle |x\rangle +|y\rangle }. Но это эквивалентно
{\displaystyle \langle \psi |x,x\rangle +\langle \psi |x,y\rangle +\langle \psi |y,x\rangle +\langle \psi |y,y\rangle }
Первый и последний член в правой части являются диагональными элементами и равны нулю, и полная сумма равна нулю. Таким образом, для элементов матрицы волновой функции выполняется
{\displaystyle \langle \psi |x,y\rangle +\langle \psi |y,x\rangle =0}.
или
{\displaystyle A(x,y)=-A(y,x)}

## Симметрия в теории множеств

### Симметричное отношение
Мы называем отношение симметричным, если каждый раз, когда выполняется от A к B, то выполняется и от B к A.
Заметим, что симметрия не является противоположностью антисимметрии.

## Симметрия в метрических пространствах

### Изометрия в пространстве
Изометрия — сохраняющее расстояние отображение метрических пространств. Пусть задано метрическое пространство, или множество и схема вычисления расстояния между элементами множества. Изометрия — это преобразование, которое отображает элементы в другое метрическое пространство, такое, что расстояние между элементами в новом метрическом пространстве равно расстоянию между элементами исходного пространства. В двумерном или трёхмерном пространстве две геометрические фигуры конгруэнтны, если они связаны изометрией — либо движением абсолютно твёрдого тела, либо композицией движения и отражения.

## Симметрия дифференциальных уравнений
Симметрия дифференциальных уравнений — это преобразование, которое оставляет дифференциальное уравнение неизменным. Знание таких симметрий может помочь решить дифференциальное уравнение.
Симметрия Ли системы дифференциальных уравнений — это непрерывная симметрия дифференциальных уравнений. Знание симметрии Ли может помочь в упрощении обыкновенных дифференциальных уравнений путём понижения порядка.
Для обыкновенных дифференциальных уравнений знание подходящего набора симметрий Ли позволяет явно получить первые интегралы, что сразу даёт решение без интегрирования уравнения.
Симметрии можно найти путём решения связанного множества обыкновенных дифференциальных уравнений. Получить решение этих уравнений зачастую много проще, чем решить исходную систему дифференциальных уравнений.

## Симметрия в теории вероятностей
В случае конечного числа возможных событий симметрия, учитывающая перестановки (перенумерации), даёт дискретное равномерное распределение.
В случае, когда события представляют собой интервал вещественных чисел, симметрия, учитывающая перестановки подинтервалов равной длины, соответствует непрерывному равномерному распределению.
В других случаях, таких как «выбор случайного целого» или «выбор случайного вещественного», нет симметрии вероятностного распределения, учитывающего перестановки чисел или интервалов равной длины. Другие приемлемые симметрии не приводят к конкретному распределению, или, другими словами, нет уникального распределения вероятности, обеспечивающего максимальную симметрию.
Существует один тип одномерной изометрии, который может сохранять распределение вероятностей неизменным, это отражение относительно точки, например, нуля.
Возможная симметрия для случайных значений с положительной вероятностью — это та, что применима к логарифмам, то есть когда событие и его обратная величина имеют одинаковое распределение. Однако эта симметрия не приводит к определённому вероятностному распределению.
Для «случайной точки» на плоскости или в пространстве можно выбрать центр и рассматривать симметрию распределения вероятностей относительно окружности или сферы.